# Stazione di Clara
La stazione di Clara  è una fermata ferroviaria della linea Westport–Portarlington posta a servizio della cittadina di Clara, Offaly, Irlanda.

## Storia
La stazione fu aperta il 3 ottobre 1859 nell'ambito della costruzione della Athlone–Portarlington da parte della Great Southern and Western Railway (GS&WR).
Tra il 1866 e il 1925, Clara era servita anche da un altro scalo, appartenente invece alla Midland Great Western Railway (MGWR) e che era posto sulla linea per Streamstown. In quell'anno, il nuovo gestore delle linee ferroviarie irlandesi, il Great Southern Railways (GSR) unificò gli impianti, eliminando quello della MGWR; la ferrovia per Streamstown, che si innestava presso la stazione GS&WR in direzione di Portarlington rimase in funzione fino al 1965.

## Movimento
La stazione è servita dagli Intercity Westport/Galway–Dublino Heuston.

## Servizi
- Servizi igienici
- Capolinea autolinee
- Biglietteria a sportello
- Biglietteria self-service
- Distribuzione automatica cibi e bevande